# Diidrocapsiato
Il diidrocapsiato è un capsinoide presente in piante del genere Capsicum.